# Розмір фізичної величини
Розмір фізичної величини — кількісний вміст в об’єкті вимірювання властивості, яку відображає дана фізична величина.  
Розмір визначає фізичну величину кількісно і  виражається у вигляді її значення:
{\displaystyle X=A[x]},   (1)
де {\displaystyle X} - значення фізичної величини;
{\displaystyle [x]} - позначення одиниці вимірювання;
{\displaystyle A} - числове значення фізичної величини, тобто число, яке рівне відношенню розміру фізичної величини до розміру одиниці вимірювання.
Рівняння (1) називають основним рівнянням теорії вимірювання. Воно показує, що за одиницю вимірювання прийнято {\displaystyle [x]} (метр, ампер, кілограм, секунда тощо) і розмір вимірюваної фізичної величини в {\displaystyle A} раз більший за розмір одиниці вимірювання.
Приклад. Запис I = 5 А означає, що за одиницю вимірювання прийнято Ампер і сила струму, що вимірюється, в 5 раз більша за цю одиницю.
В рівнянні (1) за зміни одиниці вимірювання на іншу відповідно змінюється і числове значення (за зменшення одиниці пропорційно збільшується і навпаки). Таким чином, розмір фізичної величини не залежить від вибраної одиниці вимірювання і за перетворення одиниць лишається незмінним. 
Розмір фізичної величини не слід плутати з її розмірністю.